# Carol Hathaway
Carol Hathaway es un personaje de ficción del drama médico ER, interpretado por Julianna Margulies de 1994 a 2000, con una aparición especial en 2009. Hathaway era enfermera registrada y jefa de enfermeras de la sala de urgencias del ficticio Hospital Cook County General de Chicago; fue uno de los personajes principales de la serie durante las primeras seis temporadas y el interés amoroso del Dr. Doug Ross, interpretado por George Clooney.

## Biografía

### Vida previa
Carol Hathaway es descendiente, por su lado materno, de una familia proveniente de Europa Oriental, y es zurda. Posee un grado de maestría en enfermería, y entró a trabajar en 1989 al Hospital County General de Chicago, y para 1994 ejercía como jefa de enfermeras de la sala de urgencias del hospital.
Antes del inicio de la serie, habría tenido una relación amorosa fallida con el mujeriego pediatra Dr. Doug Ross, interpretado por George Clooney.

### Primera temporada
Su personaje, introducido durante el episodio piloto 24 Hours, se intenta suicidar utilizando barbitúricos. Sin embargo, se salva; y ocho semanas después vuelve a trabajar al hospital. A pesar de que más tarde lo niega, su romance fallido con Ross habría sido el detonante de su intento de suicidio, por lo que intenta mantenerlo a distancia a pesar de los evidentes sentimientos que existen entre ambos. A pesar de ello, en el episodio Blizzard, Hathaway da a conocer que se ha comprometido con el cirujano ortopédico Dr. John Tag Taglieri (interpretado por Rick Rossovich).
El compromiso se ve tumultuoso, a medida que Hathaway comienza a tener diferencias con Taglieri sobre la adopción de una niña con SIDA abandonada en la sala de urgencias, es finalmente abandonada por este en el altar. Adolorida y acompañada por Ross, sus amigos del hospital y su familia decide seguir con la fiesta, agradecida ella de poder seguir viva y apoyada en su vida.

### Segunda y tercera temporadas
Durante la segunda temporada, en un intento de ser más independiente, Hathaway decide comprar una destartalada casa en los suburbios de la ciudad, que planea restaurar. Más tarde se involucra con el paramédico Ray "Shep" Shepard (Ron Eldard), que se muda con ella y ayuda a costear la casa. Sin embargo, la personalidad de Shep cambia drásticamente, luego que en el episodio The Healers, su compañero de trabajo muere en un incendio. Cada vez más hostil, Hathaway decide terminar su relación. Junto con ello, luego de un tenso día laboral en el final de la segunda temporada, Hathaway renuncia al hospital, aunque vuelve a su trabajo en el espacio entre ambas temporadas.
Durante todo este período, Hathaway se observó sensible frente a la falta de reconocimiento y respeto a sus enfermeras por parte de los médicos como el Dr. Peter Benton:

Mira, quizás ella no sepa como realizar un pinzamiento aórtico, pero Haleh lleva trabajando en medicina de urgencias por veinte años, y si tu alguna vez te bajaras de ese pedestal en el que te has puesto, podrías ver que las enfermeras hacemos funcionar este lugar, no tú.

Durante la tercera temporada, su situación como jefa de enfermeras se torna tensa fruto de un conflicto laboral de recortes de presupuesto, que hace peligrar el trabajo de sus enfermeras. Dividida entre la administración del hospital y sus amigos que dependen de sus decisiones, Hathaway intenta realizar los cambios menos drásticos para no ver afectado al personal de la sala de urgencias. Sin embargo, tras una huelga de enfermeras en el episodio Post-Mortem, accidentalmente mata a un hombre tras administrarle una transfusión de sangre incorrecta. Sin tener claro si las lesiones del hombre o la transfusión son la causa de la muerte, Hathaway habla con la administración del hospital sobre el hecho y es inicialmente no castigada. Sin embargo, con un sentimiento de culpabilidad, habla con la prensa sobre sus acciones y es suspendida de sus labores.
Durante su suspensión, Hathaway es rehén a punta de pistola durante un atraco a mano armada en una tienda local de comestibles. Logra ingeniárselas para tratar a varias personas heridas y logra escapar del incidente ilesa. Fruto de ello, considera intentar entrar a la escuela de medicina y convertirse en médico; sin embargo, decide no hacerlo, al ver que su trabajo como enfermera valía más que sus pretensiones. Durante esta época, se reaviva la amistad entre ella y Ross, luego que este último dejara su vida de mujeriego cuando una de sus citas muriera a causa de una sobredosis; ayudándola con sus exámenes académicos. Luego del cumpleaños de Hathaway, ambos se dan un beso en el episodio One More for the Road, reiniciándose su relación.

### Cuarta y quinta temporadas
Asustados por lo que el personal de la sala de urgencias podría pensar, Hathaway y Ross deciden ocultar su romance, sobre todo por los amargos recuerdos del pasado de ambos. Sin embargo, en el episodio Do You See What I See?, deciden darlo a conocer durante la celebración de Navidad que están llevando a cabo en el hospital, solo para darse cuenta de que la relación ya era conocida por todo el personal. A pesar de ello, Ross decide comprometerse con ella a la vista de todos.
Su relación sufre una leve tensión luego que Hathaway besa a un paramédico, por lo que Ross la deja por un tiempo para luego reconciliarse. Durante esa época, Hathaway decide contactarse con la multimillonaria Millicent Carter, abuela del Dr. John Carter, para financiar una clínica de urgencias gratuita a la comunidad, atendiendo a cientos de pacientes.
Durante la quinta temporada, en el episodio The Storm, Ross decide autorizar a una madre a darle una dosis fatal de medicamentos a su hijo moribundo, de forma de provocarle una eutanasia. El padre del niño lo acusa de asesinato, y luego de discrepancias con la Dra. Kerry Weaver y el Dr. Donald Anspaugh, renuncia a su trabajo y se muda a Seattle. Hathaway sufre un doble revés, ya que la máquina utilizada para administrar la dosis fatal al niño provenía de su clínica, por lo que es obligada a renunciar a ella; y a la separación con Ross, ya que ella decide no seguirlo a Seattle.
En el episodio Sticks and Stones, Hathaway descubre que está embarazada de Ross y se lo comunica más tarde. Sin embargo, él decide no volver a Chicago y le pide que ella le siga a Seattle, a lo que ella se niega. En Getting to Know You, descubre que está embarazada de gemelos.

### Sexta temporada
Cada vez más limitada en su trabajo, deja su cargo de jefa a la enfermera Lydia Wright, mientras se inicia su prenatal. Sin embargo, al día siguiente de empezar este, justamente el Día de Acción de Gracias en el episodio Great Expectations, entra en labor de parto y da a luz a dos niñas, que decide llamarlas Tess y Kate. Luego que Ross se entera del nacimiento, vuelva a llamar a Hathaway para que viva con él en Seattle.
Hathaway no se decide luego de su abrupto abandono el año anterior, y luego de un romance tentativo con el recién llegado croata Dr. Luka Kovač. Luego de ayudar a una familia a despedirse de su madre moribunda de cáncer de ovario, Hathaway decide abruptamente abandonar el hospital y reunirse con Ross en Seattle. Más tarde se revela que el mismo día que abandonó el hospital, envío a sus hijas gemelas a Seattle, y que nada se ha sabido desde entonces.

### Vida posterior
Haleh Adams tuvo la costumbre, como una de las enfermeras de mayor tiempo trabajando, de colocar en un antiguo muro las etiquetas de los casilleros que el personal poseía en la sala de descanso en la sala de urgencias. Una de las que se aprecia, durante los episodios The Book of Abby y Shifting Equilibrium de la temporada final es la de Hathaway.
Haleh tuvo contacto posterior con Ross y Hathaway, afirmando que estaban viviendo felizmente en Seattle y que sus hijas, en 2008, estaban en segundo grado de preparatoria. En el episodio Old Times, Hathaway se encuentra trabajando como coordinadora de trasplantes en el University of Washington Medical Center, donde Ross trabaja como pediatra.

## Recepción
Aunque su personaje inicialmente moría en el episodio piloto, la audiencia reaccionó muy bien a la caracterización, por lo que se decidió integrarla como parte del elenco principal de la serie. Durante el transcurso de su permanencia en esta, Julianna Margulies ganó el Emmy a la mejor actriz de reparto por su trabajo durante la primera temporada, y fue nominada a otros cinco; ganó el Premio del Sindicato de Actores a la mejor actriz de televisión por la cuarta y quinta temporada, y nominada por la segunda. También fue nominada a tres Globos de oro a la mejor actriz de serie de televisión.
Entertainment Weekly sitúo a Carol Hathaway en su lista de los "30 mejores doctores y enfermeras de la TV". Su relación con Doug Ross fue incluida en la lista de las "Mejores parejas de la TV de todos los tiempos", tanto por AOL TV como por TV Guide.